# Tour of the King Valley
Le Sam Miranda Tour of the King Valley est une course cycliste australienne disputée dans l'État de Victoria et composé de deux épreuves, masculine et féminine. Il fait partie du National Road Series.

## Palmarès

### Hommes
| Année | Vainqueur       | Deuxième         | Troisième           |
| ----- | --------------- | ---------------- | ------------------- |
| 2015  | Patrick Bevin   | Callum Scotson   | Raphael Freienstein |
| 2016  | Joseph Cooper   | Alexander Porter | Ben Hill            |
| 2017  | Joseph Cooper   | Sean Lake        | Chris Harper        |
| 2018  | Tristan Ward    | Nicholas White   | Sam Welsford        |
| 2019  | Jarrad Drizners | Samuel Hill      | Conor Murtagh       |

### Femmes
| Année | Vainqueur      | Deuxième         | Troisième        |
| ----- | -------------- | ---------------- | ---------------- |
| 2013  | Katrin Garfoot | Ruth Corset      | Felicity Wardlaw |
| 2014  | Rebecca Wiasak | Natalie Redmond  | Ruth Corset      |
| 2015  | Georgia Baker  | Erin Kinnealy    | Anna-Leeza Hull  |
| 2016  | Lisen Hockings | Ruth Corset      | Lucy Kennedy     |
| 2017  |                |                  |                  |
| 2018, | Kate Perry     | Jemma Eastwood   | Grace Brown      |
| 2019, | Jessica Pratt  | Matilda Raynolds | Justine Barrow   |